# Lista de alunos da Universidade Federal do Rio Grande do Sul
Esta é uma lista que reúne alunos da Universidade Federal do Rio Grande do Sul (UFRGS), organizados de acordo com as faculdades que frequentaram:

## Escola de Administração da Universidade Federal do Rio Grande do Sul

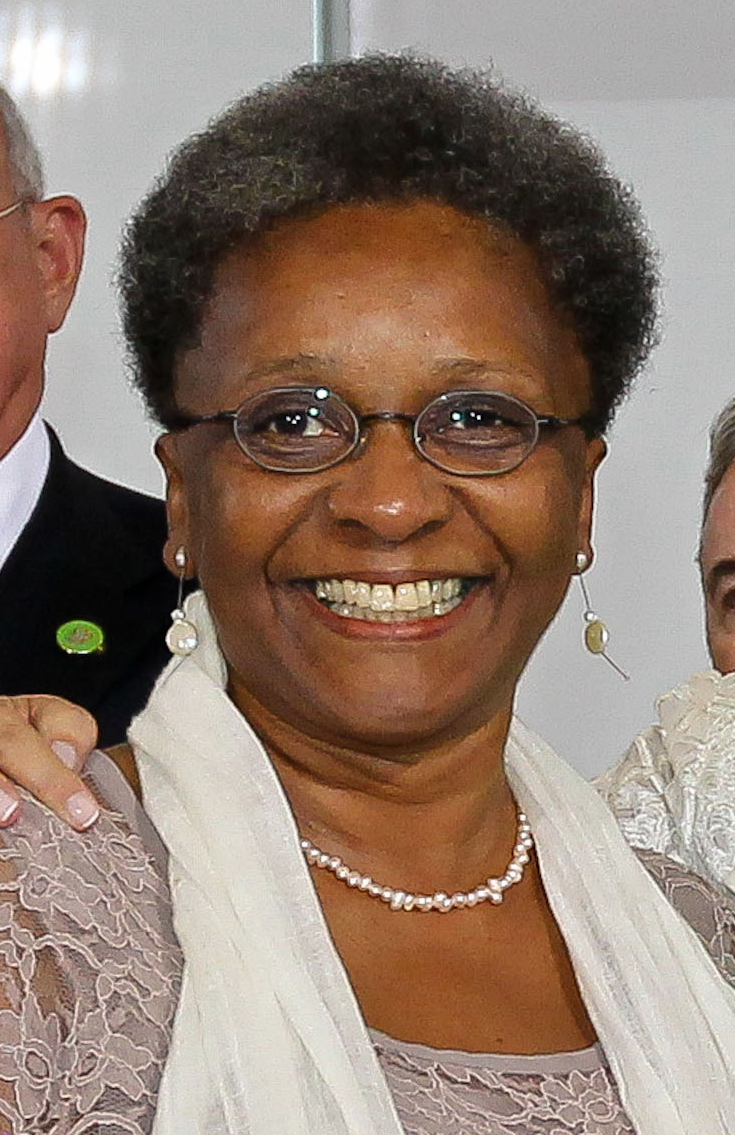
Luiza Helena de Bairros

- Frederico Gerdau Johannpeter, empresário
- Henrique Fontana, médico, administrador e político[1]
- José Fortunati, político e ex-prefeito da cidade de Porto Alegre[2]
- Luiza Helena de Bairros, ex-ministra da Igualdade Racial[3][4]
- Nelson Sirotsky, empresário

## Faculdade de Direito
- Alceu Collares, político[5]
- Antônio Augusto Fagundes, folclorista, compositor, poeta e apresentador de televisão[6]
- Araken de Assis, jurista[7][8]
- Augusto Nascimento e Silva, advogado e político

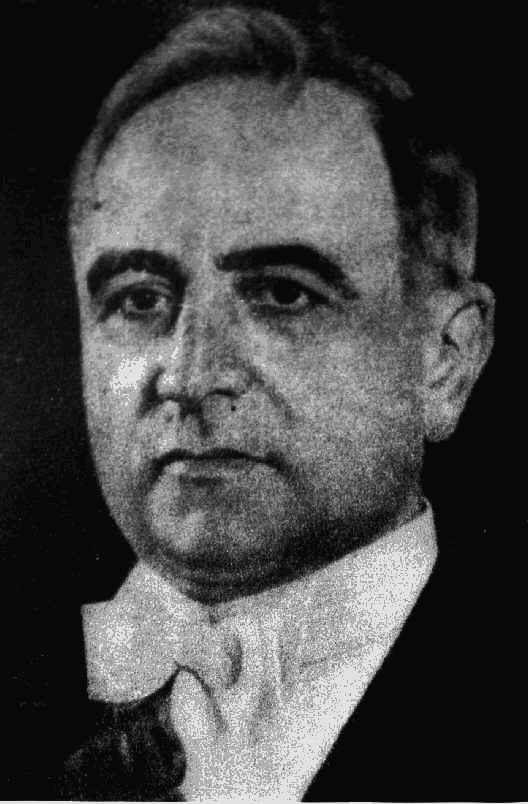
Getúlio Vargas

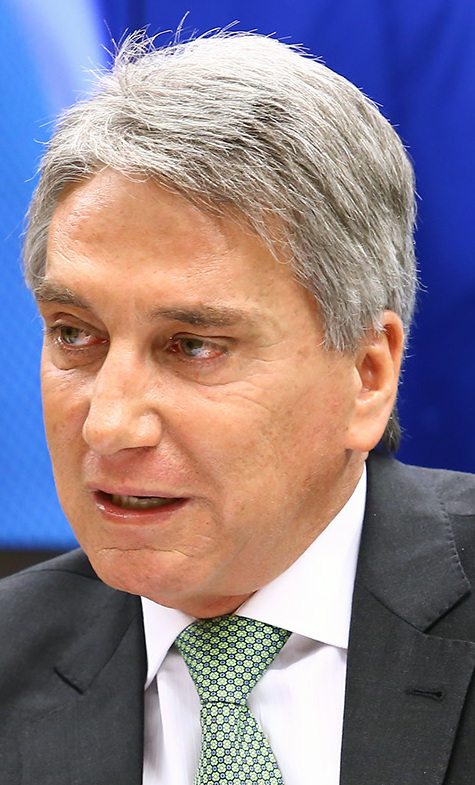
Germano Rigotto

- Carlos Alberto Barata Silva, ministro e ex-presidente do TST[9]
- Dante de Laytano, advogado e historiador[10]
- Darcy Pereira de Azambuja, advogado e escritor[11]
- Ellen Gracie Northfleet, ex-ministra do STF[12]
- Ernildo Stein, filósofo[13]
- Flávio Alcaraz Gomes, jornalista[14]
- Francisco de Paula Brochado da Rocha, político[15]
- Germano Rigotto, político e ex-governador do RS[16]
- Getúlio Vargas, ex-presidente do Brasil[17][18]
- Gilson Langaro Dipp, jurista, ex-ministro do STJ[19]
- Henrique Córdova, político[20]
- Homero Prates, escritor, jurista, magistrado e poeta
- João Estivalet Pires, político catarinense
- João Goulart, ex-presidente do Brasil[21]
- Jorge Gerdau Johannpeter, empresário[22]
- José Fortunati, político e ex-prefeito de Porto Alegre[2]
- José Néri da Silveira, ex-ministro do STF[23]
- Luís Inácio Lucena Adams, ex-advogado-geral da União[24]
- Laury Maciel, escritor
- Mário Ferreira dos Santos, filósofo
- Marco Aurélio Prates de Macedo, jurista, ministro do TST, e procurador geral do trabalho
- Maria Cristina Peduzzi, jurista, ministra do TST[25]
- Mozart Pereira Soares, escritor[26]
- Nelson Jobim, jurista, ex-ministro do STF e ex-ministro da Defesa[27]
- Paulo Brossard, político, ex-ministro do STF e ex-ministro da Justiça[28]
- Olmiro Palmeiro de Azevedo, jurista
- Olyr Zavaschi, jornalista [29]
- Rosa Maria Weber, ministra do STF[30]
- Sergio José Dulac Müller, jurista[31]
- Teori Zavascki, ex-ministro do STF[32][33]
- Unírio Carrera Machado, jurista[34]
- Viana Moog, escritor[35]
- Vieira da Cunha, político[36]

## Faculdade de Biblioteconomia e Comunicação

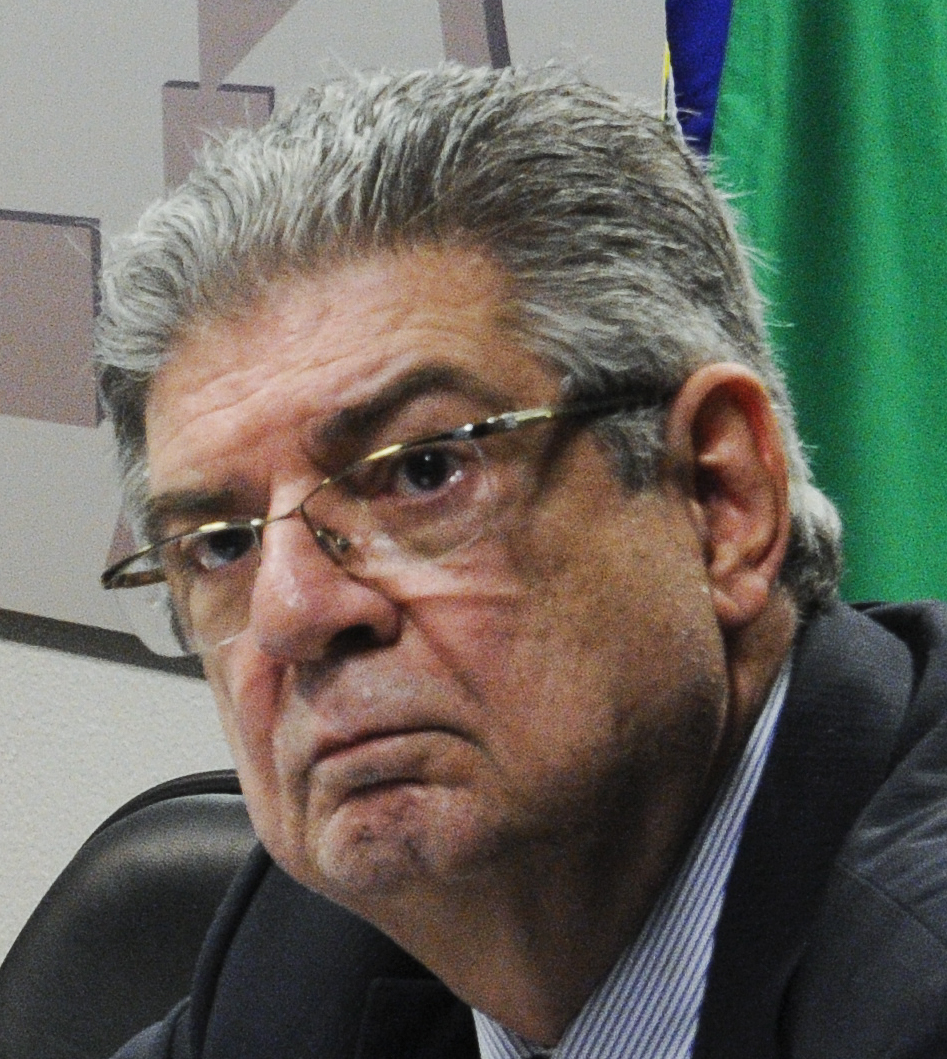
Antônio Britto

- Antônio Britto, jornalista e político[37][38]
- Beatriz Wagner, jornalista
- Carlos Henrique Iotti, cartunista[39]
- Eduardo Meditsch, jornalista e professor
- Eduardo Sterzi, jornalista
- Fabrício Carpinejar, escritor[40]
- Fernanda Melchionna, política[41]
- Mariza Corrêa, antropóloga[42]
- Nei Duclós, escritor e jornalista
- Sérgio Capparelli, escritor e professor[43]

## Faculdade de Medicina

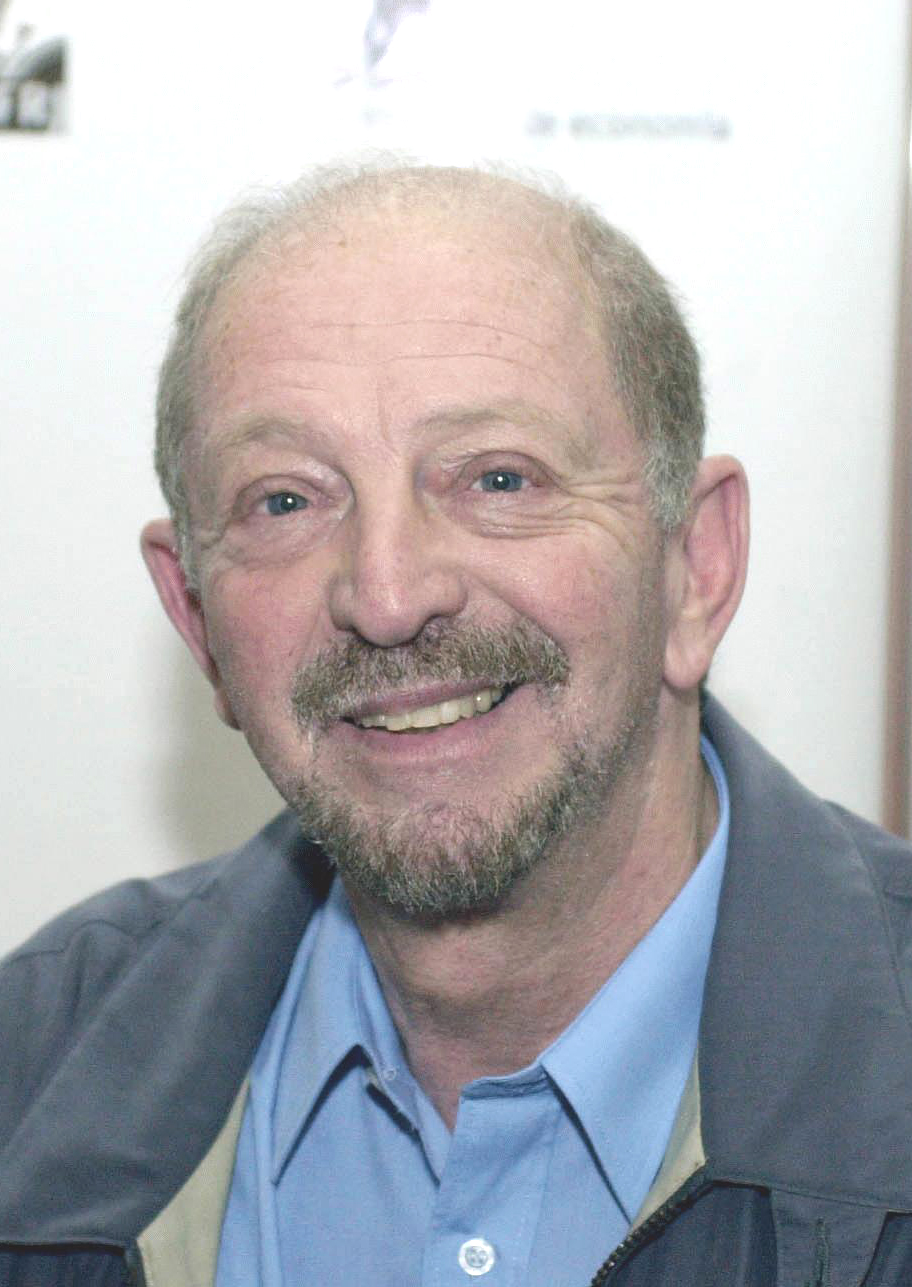
Moacyr Scliar

- Caio Flávio Prates da Silveira, médico
- Darcisio Paulo Perondi, político[44]
- Dyonélio Machado, escritor e psiquiatra[45]
- Eliseu Paglioli, neurocirurgião e político[46]
- Ellis Alindo D'Arrigo Busnello, psiquiatra e professor universitário[47]
- Elke Maravilha, atriz[48]
- Fernando Lucchese, médico cardiologista[49]
- Henrique Fontana, médico, administrador e político[1]
- Júlio Conte, psicanalista e dramaturgo
- Moacyr Scliar, médico e escritor[50]
- Nelson Luiz Barro, político
- Raul Pilla, médico e político[51]
- Ruby Felisbino Medeiros, médico e escritor[52]

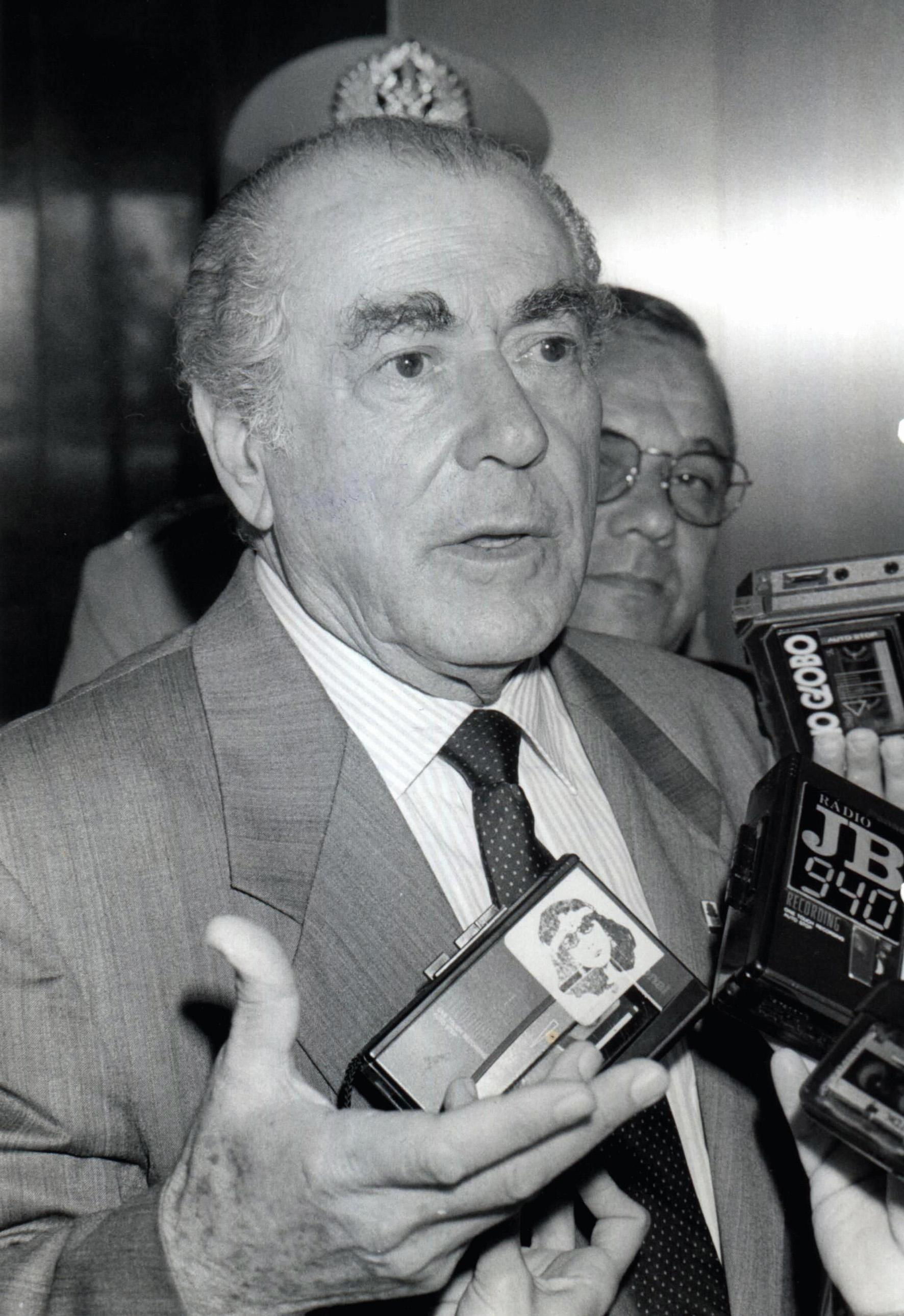
Leonel Brizola

## Escola de Engenharia
- Gabriela Markus, miss Brasil 2012[53]
- Leonel de Moura Brizola, ex-governador do Rio Grande do Sul e do Rio de Janeiro[54]
- José Carlos Mário Bornancini, designer industrial[55]
- José Mauro Volkmer de Castilho, engenheiro
- Klaus Gerdau Johannpeter, empresário
- Vilson Pedro Kleinübing, político[56]
- Guilherme "Bill" Cardoso, engenheiro, cientista, empresario

## Faculdade de Agronomia
- Gilberto Goellner, político[57]
- José Lutzenberger, agrônomo e ecologista[58]

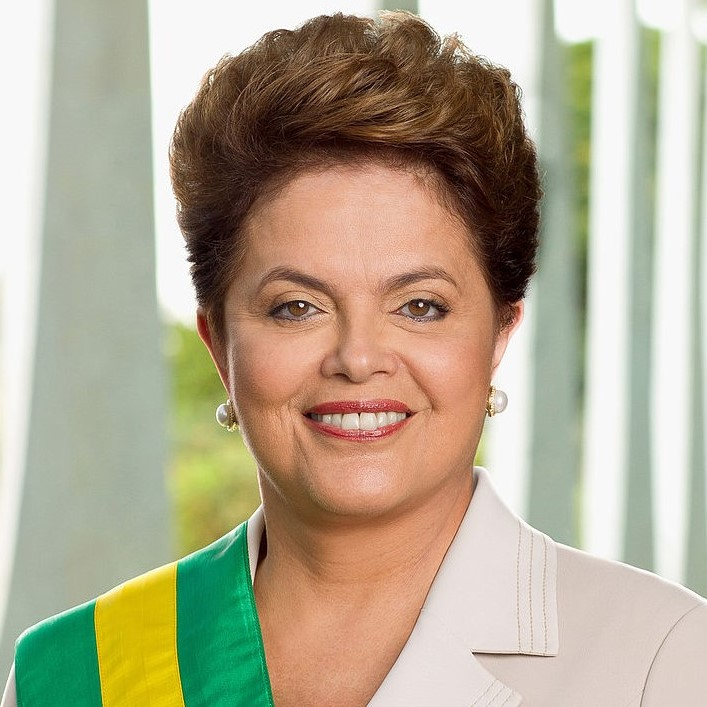
Dilma Rousseff

- Paixão Côrtes, folclorista[59]

## Faculdade de Ciências Econômicas
- Dilma Rousseff, economista e ex-presidente do Brasil[60][61]
- Paulo Renato Souza, economista e político[62]
- Pedro Cezar Dutra Fonseca, economista e ex-vice-reitor da UFRGS[63]

## Instituto de Artes
- Alice Brueggemann, pintora[64]
- Alice Soares[65]
- Ana Luiza Azevedo, cineasta
- Anne Schneider, organista
- Bruno Kiefer, músico[66]
- Camilo Bevilacqua, cineasta

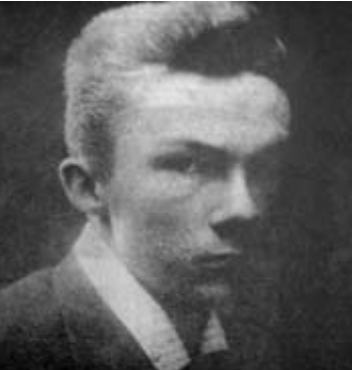
João Fahrion

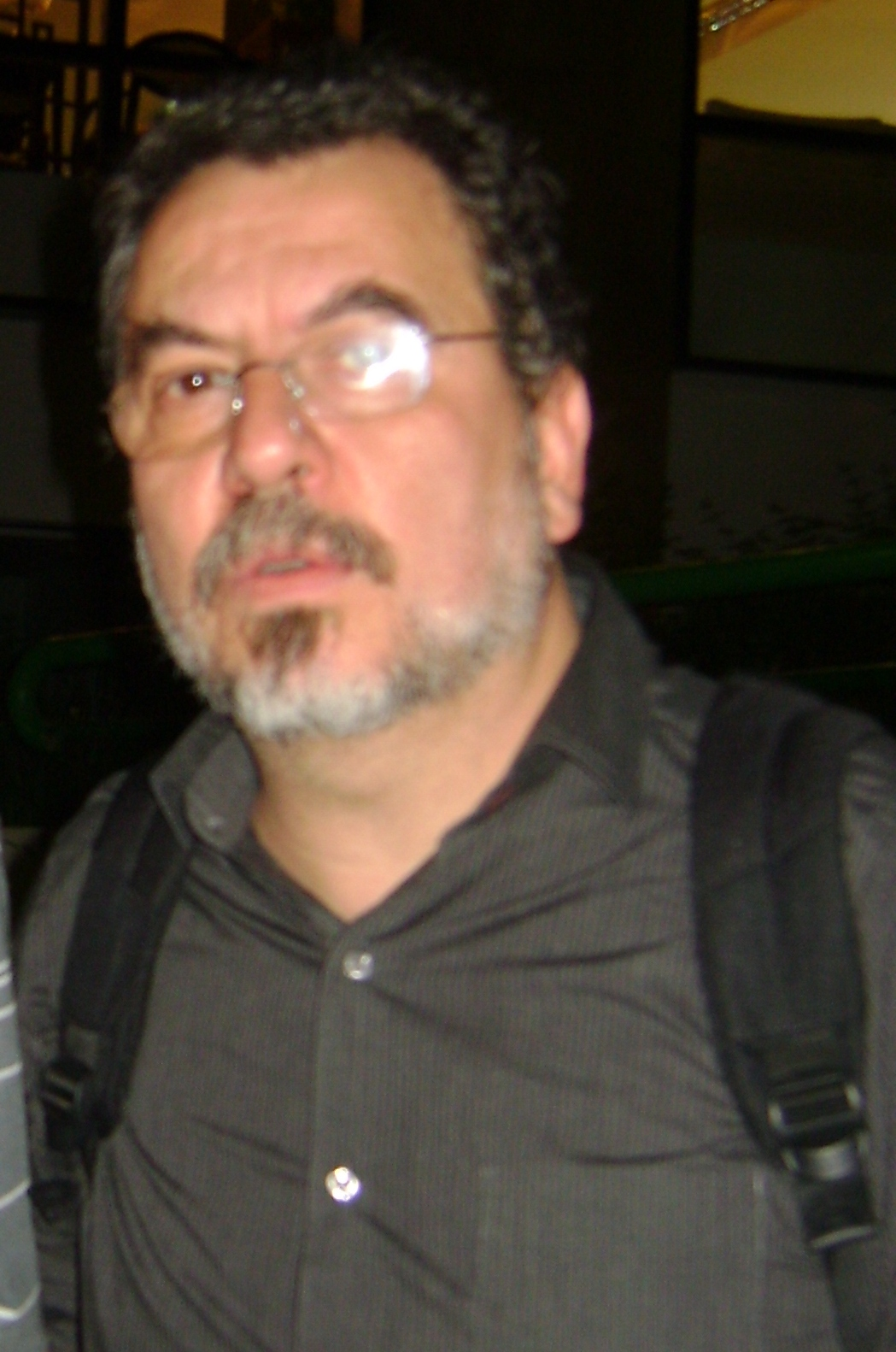
Jorge Furtado

- Carlos Maximiliano Fayet, arquiteto[67]
- Carlos Tenius, escultor
- Celso Loureiro Chaves, compositor e pianista.
- Fernando Corona, escultor[65]
- Fernando Mattos, músico
- Gaudêncio Fidelis, curador
- Jacintho Moraes, pintor
- João Fahrion, pintor e desenhista[67]
- Jorge Furtado, cineasta[68]
- Márcia Tiburi, filósofa[69]
- Maria Carolina Ribeiro, atriz
- Nico Nicolaiewsky, músico
- Plínio Bernhardt, pintor[70]
- Vera Chaves Barcellos, artista plástica[71]
- Yanto Laitano, músico
- Yeddo Titze, pintor

## Instituto de Letras

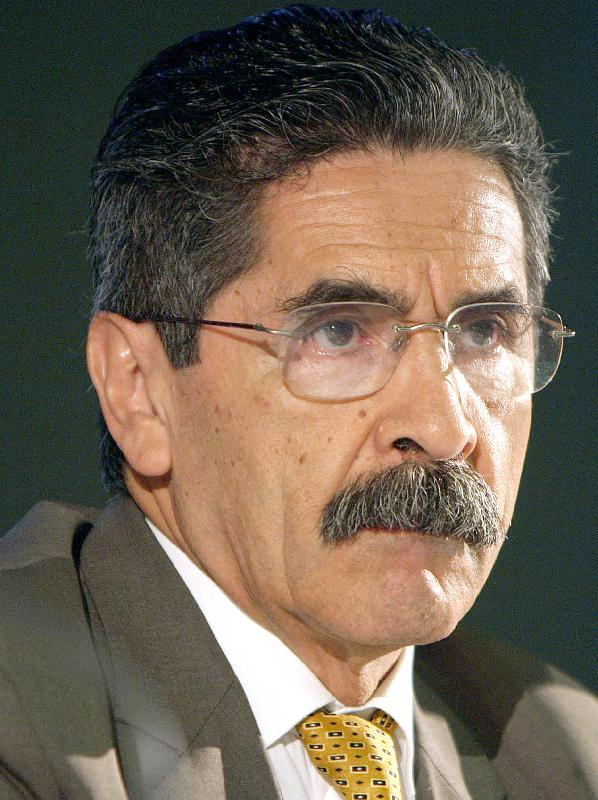
Olivio Dutra

- Antônio Hohlfeldt, político e escritor[72][73]
- Caio Fernando Abreu, escritor[74][75]
- Cláudio Moreno, escritor[76]
- Elke Maravilha, atriz[48]
- Jane Fraga Tutikian, escritora.
- João Gilberto Noll, escritor[77]
- Luís Augusto Fischer, escritor e professor[78]
- Marcelo Backes, tradutor, jornalista, escritor e crítico[79]
- Marcos Breda, ator[80]
- Olívio Dutra, político e ex-governador do RS[81]
- Oliveira Silveira, poeta e professor
- Regina Zilberman, escritora[82]

## Instituto de Matemática e Estatística
- Adriana Neumann de Oliveira, matemática

- Gustavo Mantovani (Vavo), estatístico e músico

## Faculdade de Arquitetura

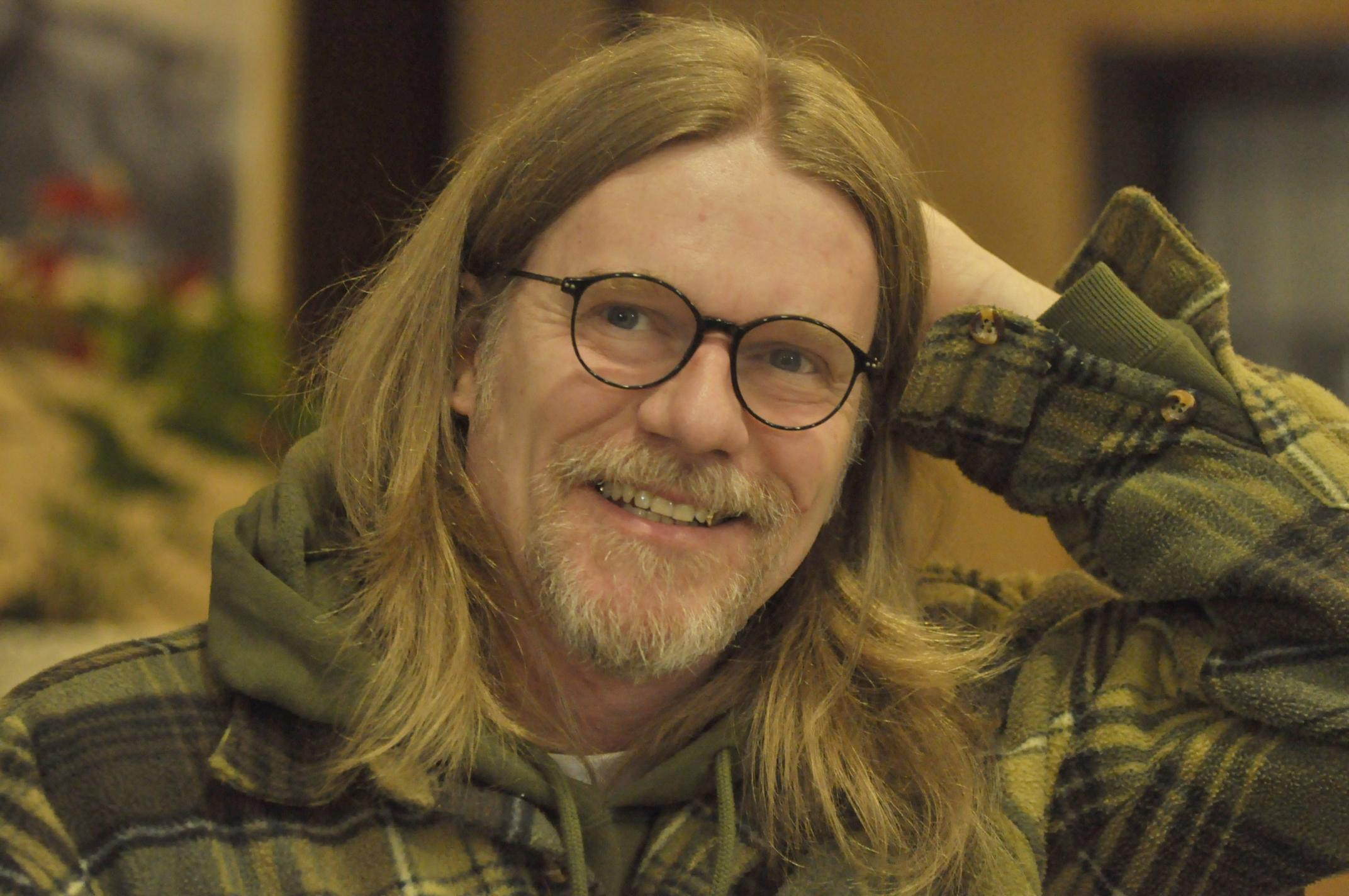
Humberto Gessinger

- Alfredo Nicolaiewsky, artista plástico[83]
- Briane Bicca, arquiteta
- Carlos Maximiliano Fayet, arquiteto[67]
- Humberto Gessinger, músico e fundador da banda Engenheiros do Hawaii. [84]
- José Albano Volkmer, arquiteto
- Milton Kurtz, pintor[85]
- Norberto Bozzetti, arquiteto[86]
- Tabajara Ruas, escritor e cineasta[87][88]
- Tuio Becker, jornalista e crítico de cinema[89]

## Faculdade de Veterinária
- Alcy Cheuiche, escritor[90]
- Mozart Pereira Soares, escritor[26]

## Instituto de Filosofia e Ciências Humanas
- Anne Schneider, musicista
- Elke Maravilha, atriz[48]
- Ernildo Stein, filósofo[13]

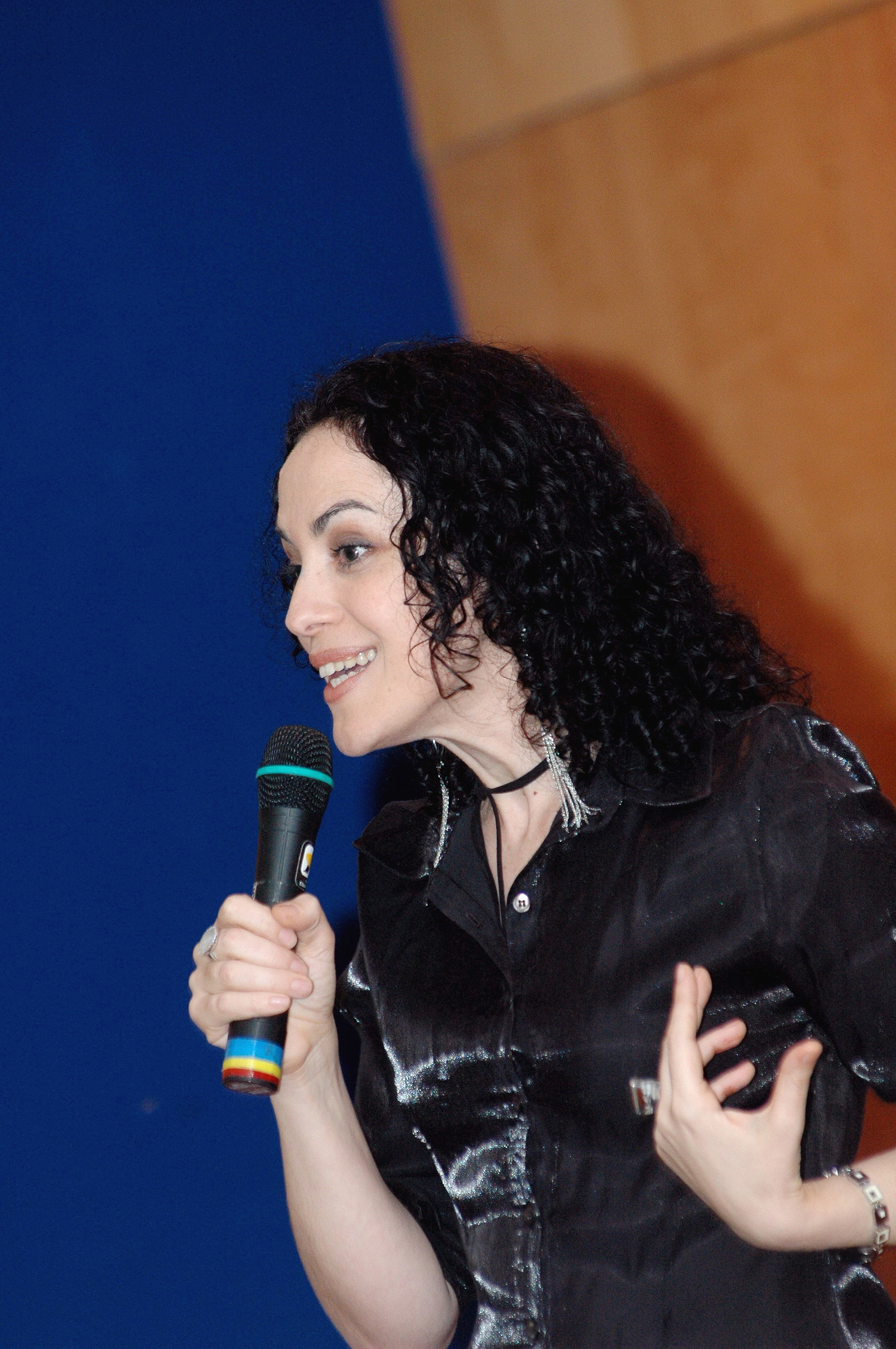
Márcia Tiburi

- João Vicente Goulart, professor, filósofo, escritor e ex-político
- Luiz Carlos Maciel, escritor
- Márcia Tiburi, filósofa[69]
- Maria do Rosário, política[91]
- Raul Pont, político[92]

## Instituto de Geociências
- Jefferson Cardia Simões, professor, pesquisador, geólogo e pioneiro na Glaciologia no Brasil[93]

## Instituto de Física
- Marcia Cristina Bernardes Barbosa; física; pioneira em questões de gênero na ciência.
- Mario Norberto Baibich, físico e primeiro autor de artigo agraciado com o Prêmio Nobel da Física de 2007[94]
- Padma Samten, lama[95]
- Thaisa Storchi Bergmann, astrônoma[96]

## Instituto de Informática
- Luís da Cunha Lamb, Professor e Ex-secretário de Inovação, Ciência e Tecnologia do RS.[97][98]

## Faculdade de Odontologia
- Germano Rigotto, político e ex-governador do RS[16]